# Shahrestān di Ahvaz
Lo shahrestān di Ahvaz (in farsi شهرستان اهواز) è uno dei 26 shahrestān del Khūzestān, in Iran. Il capoluogo è Ahvaz. Lo shahrestān è suddiviso in 3 circoscrizioni (bakhsh):
- Centrale (بخش مرکزی)
- Hamidiyeh (بخش حمیدیه), con la città di Hamidiyeh.